# Notorious (film)
Notorious är en amerikansk dramafilm från 2009 om rapparen The Notorious B.I.G. (Christopher Wallace), spelad av Jamal Woolard. Filmen regisserades av George Tillman, Jr.